# La cofradía de David

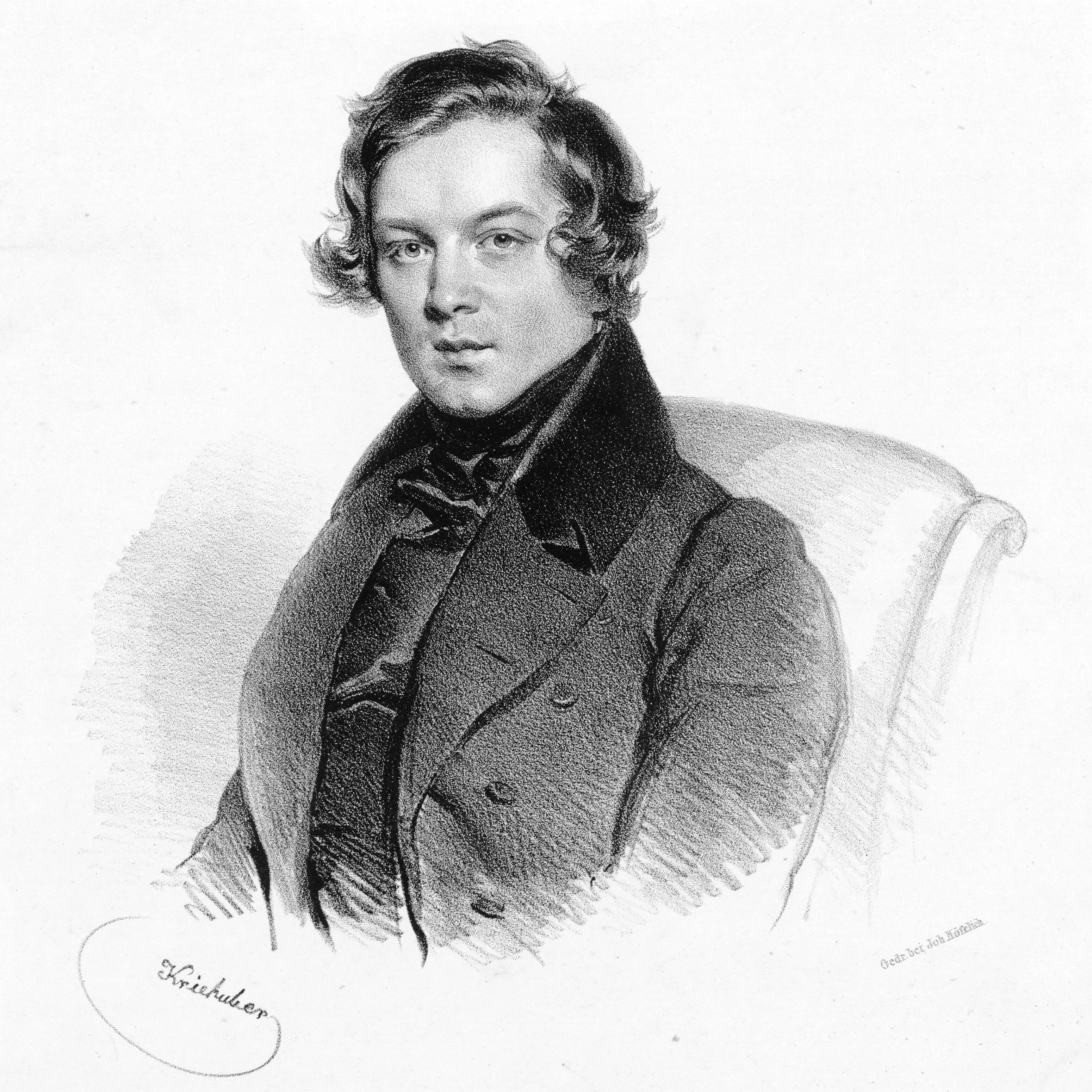
Robert Schumann.

La cofradía de David (en alemán: Davidsbündler) fue una sociedad espiritual y romántica personal creada por el compositor Robert Schumann, creada con el fin de expresar sus opiniones estéticas. Su principal finalidad era combatir a los enemigos del Arte (los filisteos), que encuentran lugar en todas las épocas. Esta particular cofradía se expresaba a través de la Neue Zeitschrift für Musik, desde donde entre otras Johannes Brahms fue saludado y reconocido como "El Heredero de Beethoven".[cita requerida]

## Nombre

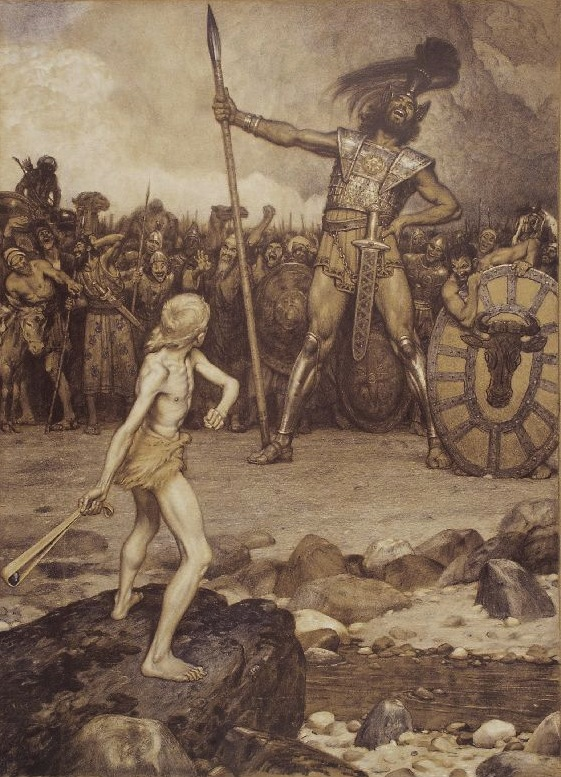
David y Goliat, de Osmar Schindler.

El nombre no fue elegido al azar, pues poseía un simbolismo particular para el Romanticismo, encarnado en la lucha de David, vencedor del gigante Goliat, representante de las poderosas fuerzas adversas que los artistas debían derrotar para lograr la trascendencia de sus creaciones. 
En varias obras de Schumann aparece como símbolo la lira de David, plasmado en pequeños arpegios líricamente interpretados. 

## LaNeue Zeitschrift für Musik
Esta particular cofradía se expresaba a través de la revista Neue Zeitschrift für Musik, fundada y dirigida por Schumann desde 1834, la cual era un semanario de crítica y doctrina que se convirtió en plataforma del romanticismo musical.[cita requerida] En ella se prendía unir Verdad y Poesía, conforme los postulados de su creador. 
En 1837 Schumann compuso lo que sería su Op.6 Danzas de la cofradía de David (Davidsbündlertänze). Un año más tarde el propio Schumann escribió: "En Davidsbündlertänze, existen muchísimas ideas nupciales que nacieron de las más hermosas exaltaciones. Lo que he cifrado en esas danzas, mi Clara habrá de descubrirlo pronto, puesto que le está especialmente dedicado”.[cita requerida] En efecto, el tema con que se inician las danzas, corresponde a una mazurca compuesta por Clara y que seguramente tenía un particular significado sentimental para ambos, pues aparece en otras obras de Schumann.

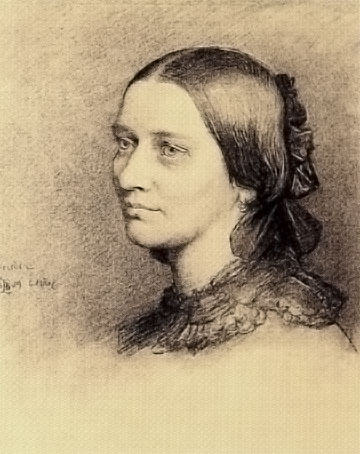
Retrato de Clara Schumann.

Las danzas están firmadas por Eusebius y Florestán, dos personajes de su invención y representantes de las dos facetas de su personalidad (una lírica y apacible, la otra enérgica e impulsiva) quienes también firmaban algunos de sus artículos. Además de dichos personajes, en que se desdoblaba la típica personalidad del romanticismo, otros integrantes de la Cofradía poseían también ese carácter dual, resultando algunos totalmente ficticios, en tanto otros se relacionaban con personas de su entorno. Clara Schumann, por ejemplo, resulta llamarse en el círculo de la Cofradía "Zilia", "Chiara" o "Chiarina", Mendelssohn era designado como "Meritis" y Stephan Hellerd, su corresponsal en París, como "Jeanquirit".
En efecto, Robert Schumann fue un excelente escritor que expresó su talento en escritos literarios acerca de su concepción artística, así como en las críticas musicales que efectuaba. El elemento poético se encuentra asimismo íntimamente ligado a su obra musical, desde la consagración de los personajes de escritores admirados, como su Kreisleriana, basada en el personaje de Johannes Kreisler (el extravagante director de orquesta de Ernst Theodor Amadeus Hoffmann) hasta la transformación de las imágenes poéticas en delicadas imágenes sonoras, como puede apreciarse en Papillons, Op. 2, basado en una fábula del poeta Johann Paul Friedrich Richter. Del mismo modo, aparecen retratados en sus partituras los personajes de la comedia del arte.